# Entergalactic (film)
Az Entergalactic amerikai-brit animációs televíziós különkiadás, amit Kid Cudi amerikai rapper és Kenya Barris rendező hozott létre és az azonos című album narrációjaként szolgál. Eredetileg sorozat lett volna, de 2022. augusztus 25-én bejelentették, hogy televíziós különkiadásként fog megjelenni, fejezetes formában. Szeptember 30-án mutatták be a Netflixen, az albummal együtt.
2023-ban jelölték Emmy-díjra, a Legjobb animációs műsor kategóriában.

## Cselekmény
Jabari az ambiciózus művész a siker és a szerelem között próbál egyensúlyozni, amikor beköltözik álmai manhattani lakásába, és beleszeret szomszédjába.

## Szereposztás
| Szerep       | Eredeti hang       | Magyar hang[forrás?] | Leírás                                        |
| ------------ | ------------------ | -------------------- | --------------------------------------------- |
| Jabari       | Scott Mescudi      | Ember Márk           | Főszereplő                                    |
| Meadow       | Jessica Williams   | Mikecz Estilla       | Jabari szerelme                               |
| Jimmy        | Timothée Chalamet  | Jéger Zsombor        | Jabari legjobb barátja és kábítószerkereskedő |
| Ky           | Tyrone Griffin Jr. | Welker Gábor         |                                               |
| Carmen       | Laura Harrier      | Csuha Borbála        | Jabari volt barátnője                         |
| Karina       | Vanessa Hudgens    | Bogdányi Titanilla   | Meadow legjobb barátja                        |
| Reed         | Christopher Abbott | Miller Zoltán        | műkereskedő                                   |
| Nadia        | Daniella Balbuena  |                      |                                               |
| Jordan       | Jaden Smith        | Gacsal Ádám          |                                               |
| Mr. Rager    | Keith David        | Bognár Tamás         |                                               |
| Boxedző      | Teyana Taylor      |                      | Meadow és Karina boxedzője                    |
| Len          | Arturo Castro      | Hám Bertalan         | Jabari munkatársa                             |
| Downtown Pat | Macaulay Culkin    | Molnár Levente       |                                               |
| Ellie        | Maisha Mescudi     | Solecki Janka        | Jabari nővére                                 |

## Filmzene
Kid Cudi nyolcadik stúdióalbuma, az Entergalactic, egyben a film zenéjeként is szolgál, a filmet az album narrációjának szánta. Cudi dalain kívül 2022. október 14-én megjelent egy külön filmzenei album is, amelyet Dot da Genius és Plain Pat szereztek.
Ezeken kívül szerepel még a filmben Kid Cudi és André 3000 By Design című dala, Minnie Riperton Inside My Love-ja, Dru Hill In My Bed (So So Def Mix) száma, illetve a Derek Fiechter és Brandon Fiechter által előadott Feudal Castle.
| \| Entergalactic (Original Score) \| Entergalactic (Original Score) \| Entergalactic (Original Score) \| Entergalactic (Original Score) \| Entergalactic (Original Score) \| Entergalactic (Original Score) \| Entergalactic (Original Score) \| Entergalactic (Original Score) \| Entergalactic (Original Score) \| Entergalactic (Original Score) \| \| \| Cím \| Hossz \| \| \| \| \| \| \| \| \| ------------------------------ \| ---------------------------------- \| ------------------------------ \| ------------------------------ \| ------------------------------ \| ------------------------------ \| ------------------------------ \| ------------------------------ \| ------------------------------ \| ------------------------------ \| \| 1. \| Afternoon & Murakami \| 2:15 \| \| \| \| \| \| \| \| \| 2. \| The Nomad Bar \| 2:09 \| \| \| \| \| \| \| \| \| 3. \| Ky Vision \| 2:29 \| \| \| \| \| \| \| \| \| 4. \| Jimmy’s Vision \| 1:49 \| \| \| \| \| \| \| \| \| 5. \| Chinatown Night (Oladipo Omishore) \| 1:49 \| \| \| \| \| \| \| \| \| 6. \| Las Lap \| 2:52 \| \| \| \| \| \| \| \| \| 7. \| Waverly Inn (Omishore) \| 2:27 \| \| \| \| \| \| \| \| \| 8. \| Carmen’s Instagram \| 2:17 \| \| \| \| \| \| \| \| \| 9. \| Presentation 2 (Omishore) \| 1:11 \| \| \| \| \| \| \| \| \| 10. \| Getting Ready \| 1:19 \| \| \| \| \| \| \| \| \| 11. \| Vagina Party \| 3:09 \| \| \| \| \| \| \| \| \| 12. \| Loft Party \| 1:57 \| \| \| \| \| \| \| \| \| 13. \| Meadow’s Show (Omishore) \| 2:44 \| \| \| \| \| \| \| \| \| 14. \| DPP \| 2:12 \| \| \| \| \| \| \| \| \| 15. \| Nightmare \| 1:53 \| \| \| \| \| \| \| \| \| 16. \| Ky’s Flashback \| 1:20 \| \| \| \| \| \| \| \| \| 17. \| Stush Ad (Omishore) \| 1:53 \| \| \| \| \| \| \| \| \| 18. \| Presentation 2 Complete (Omishore) \| 1:03 \| \| \| \| \| \| \| \| \| 37:00 \| \| \| \| \| \| \| \| \| \| |                                    |       |
| Entergalactic (Original Score) |                                    |       |
| | Cím                                | Hossz |
| 1. | Afternoon & Murakami               | 2:15  |
| 2. | The Nomad Bar                      | 2:09  |
| 3. | Ky Vision                          | 2:29  |
| 4. | Jimmy’s Vision                     | 1:49  |
| 5. | Chinatown Night (Oladipo Omishore) | 1:49  |
| 6. | Las Lap                            | 2:52  |
| 7. | Waverly Inn (Omishore)             | 2:27  |
| 8. | Carmen’s Instagram                 | 2:17  |
| 9. | Presentation 2 (Omishore)          | 1:11  |
| 10. | Getting Ready                      | 1:19  |
| 11. | Vagina Party                       | 3:09  |
| 12. | Loft Party                         | 1:57  |
| 13. | Meadow’s Show (Omishore)           | 2:44  |
| 14. | DPP                                | 2:12  |
| 15. | Nightmare                          | 1:53  |
| 16. | Ky’s Flashback                     | 1:20  |
| 17. | Stush Ad (Omishore)                | 1:53  |
| 18. | Presentation 2 Complete (Omishore) | 1:03  |
| 37:00 |                                    |       |

## Fogadtatás

### Kritika
A Rotten Tomatoes weboldalon a harminc szakértői kritikának a 97%-a pozitív volt, 8,3-as átlagos értékeléssel. A Metacriticen pedig tíz szakértői vélemény alapján 77-es értékelést kapott százból, ami az „általánosan pozitív” kategóriába helyezte a filmet.
Rendy Jones (Paste) szerint az „Entergalactic annyira egy aranyos romantikus vígjáték, mint amennyire egy földöntúli animációs odüsszeia. Egy stílusos, színes szerelmes levél az animációnak, és a fekete szerelem egyszerűségének a modernkorban. Úgy érződik, mint a Harry és Sally és a Pókverzum szerelemgyermeke a fekete demográfiának, akik megérdemelnek ilyen történeteket.” Chase Hutchinson (Collider) azt írta, hogy „Az animációs munka egyik ritka ékkövében Kid Cudi egy nagyszerű utazáson vezet minket, ami két ember kötelékét fedezi fel, akiket a szerelem egymáshoz vonz.”
Justin Charity (The Ringer) kritikájában úgy gondolta, hogy a film „pikáns és aranyos, egy éles viselkedésváltás egy szomorú rappernek és ebben frissítően hatékony. A Netflix Entergalacticja játékfilm hosszúságú kiegészítést ad legutóbbi albumának, de egyben önmagában is egy kreatív úttörő.” Rachel Ho (Exclaim!) 8/10-es értékelést adott a filmnek, kijelentve, hogy „Jabari és Meadow története lehet egy, amit mind nagyon jól ismerünk, de az Entergalactic világa az, ami tényleg megragadja az ember képzeletét, hangzásilag és vizuálisan.”
Joshua Alston (Variety) szerint az Entergalactic „gyakran mámorító. Fletcher Moules rendező egyetlen lehetőséget se hagy ki, hogy gyönyörű animációkat adjon a Mescudi, Ian Edelman és Maurice Williams által írt forgatókönyvhöz.” Hozzátette, hogy a zenei számok megadták a lehetőséget, hogy vizuálisan a következő szintre emelkedjen a film. Viszont kritizálta is a művet, azt mondva, hogy „az átmenetek az Entergalactic képzeletbeli és valós részletei között nem mindig zökkenőmentesek, amit valószínűleg az okozott, hogy eredetileg sorozat lett volna. Sok mindent lehet szeretni Mescudi szerelmes történetében, kivéve azt, hogy nincs belőle több.”

### Díjak
| Díjátadó                                                  | Dátum              | Kategória                                                                              | Jelölt/Munka                                                                              | Eredmény | For.          |
| --------------------------------------------------------- | ------------------ | -------------------------------------------------------------------------------------- | ----------------------------------------------------------------------------------------- | -------- | ------------- |
| Hollywood Music in Media Awards                           | 2022. november 16. | Eredeti dal – Streaming televíziós film                                                | Willing to Trust (Kid Cudi, Ty Dolla Sign, Dot da Genius, Evan Mast, Rami Eadeh és Lenzo) | Elnyerte | [ 18 ]        |
| Critics Choice Celebration of Black Cinema and Television | 2022. december 5.  | Úttörő díj                                                                             | Scott Mescudi – Entergalactic                                                             | Elnyerte | [ 19 ]        |
| NAACP Image Awards                                        | 2023. február 22.  | Kiemelkedő írás televíziós filmben vagy különkiadásban                                 | Scott Mescudi, Ian Edelman, Maurice Williams                                              | Elnyerte | [ 20 ]        |
| NAACP Image Awards                                        | 2023. február 22.  | Kiemelkedő filmzene vagy válogatásalbum                                                | Entergalactic                                                                             | Jelölve  | [ 20 ]        |
| Annie Awards                                              | 2023. február 25.  | Kiemelkedő karakteranimációs teljesítmény egy animációs televíziós / közvetített műben | Aziz Kocanaogullari                                                                       | Jelölve  | [ 21 ]        |
| Annie Awards                                              | 2023. február 25.  | Kiemelkedő karakterdesign teljesítmény egy animációs televíziós / közvetített műben    | Meybis Ruiz Cruz                                                                          | Jelölve  | [ 21 ]        |
| Black Reel Television Awards                              | 2023. június 15.   | Kiemelkedő televíziós film vagy sorozat-különkiadás                                    | Entergalactic                                                                             | Jelölve  | [ 22 ]        |
| Black Reel Television Awards                              | 2023. június 15.   | Kiemelkedő filmzene                                                                    | Dot Da Genius és Plain Pat                                                                | Jelölve  | [ 22 ]        |
| Black Reel Television Awards                              | 2023. június 15.   | Kiemelkedő eredeti dal                                                                 | Angel (Kid Cudi, Jean Baptiste, Sadpony és Justin Raisen)                                 | Jelölve  | [ 22 ]        |
| Primetime Emmy-díj                                        | 2024. január 10.   | Kiemelkedő animációs program                                                           | Entergalactic                                                                             | Jelölve  | [ 23 ] [ 24 ] |
| Primetime Emmy-díj                                        | 2024. január 10.   | Kiemelkedő egyéni animációs teljesítmény                                               | Meybis Ruiz Cruz                                                                          | Elnyerte | [ 23 ] [ 24 ] |